# Episodi de I Cesaroni (quarta stagione)
La quarta stagione della serie televisiva I Cesaroni è stata trasmessa in Italia dal 9 settembre al 21 dicembre 2010 ed è composta da 20 episodi.
| nº | Titolo                 | Prima TV Italia   |
| -- | ---------------------- | ----------------- |
| 1  | Serenissima variabile  | 9 settembre 2010  |
| 2  | Toro seduto            | 16 settembre 2010 |
| 3  | Ragazza triste         | 17 settembre 2010 |
| 4  | Successo assicurato    | 20 settembre 2010 |
| 5  | Occhio vigile          | 23 settembre 2010 |
| 6  | Gli imboscati          | 30 settembre 2010 |
| 7  | Due amici in affitto   | 4 ottobre 2010    |
| 8  | Pensiero stupendo      | 11 ottobre 2010   |
| 9  | Pulizie di primavera   | 19 ottobre 2010   |
| 10 | Non darmi buca         | 26 ottobre 2010   |
| 11 | Pregiudizio universale | 2 novembre 2010   |
| 12 | Cattive compagnie      | 9 novembre 2010   |
| 13 | Il sorriso di Marta    | 16 novembre 2010  |
| 14 | Sadomasetti            | 23 novembre 2010  |
| 15 | Sim sala sbam!         | 30 novembre 2010  |
| 16 | Germana anno zero      | 7 dicembre 2010   |
| 17 | Nel pallone            | 10 dicembre 2010  |
| 18 | Rei per una notte      | 14 dicembre 2010  |
| 19 | Manzo argentino        | 17 dicembre 2010  |
| 20 | Traguardi              | 21 dicembre 2010  |

## Serenissima variabile
- Diretto da: Stefano Vicario
- Scritto da: Federico Favot

### Trama
È passato circa un anno e mezzo da quando Eva ha partorito. Con la fine delle vacanze estive, i Cesaroni assieme a tutti gli amici e parenti stanno per riunirsi alla Garbatella per partecipare al matrimonio di Cesare e Pamela. Sembrano tutti felici tranne stranamente Giulio, il quale parte per Venezia per andare a riprendere Lucia, da tempo trasferitasi lì per lavoro e della cui lontananza il Cesaroni soffriva celatamente. Cesare ed Ezio lo accompagnano, infatti il meccanico approfitta dell'occasione per fare nella città veneta una memorabile festa di addio al celibato per Cesare. L'oste però durante il viaggio confida agli amici di aver litigato con Lucia quando ha saputo che la donna era entusiasta per la proposta di prolungare di altri due anni il periodo di lavoro, appena terminato, nella città lagunare. Gli uomini ritornano a Roma non avendola trovata a Venezia, convinti addirittura che sia scappata a Parigi con l'amante. Nel frattempo, alla Garbatella, Alice aiuta Rudi a liberarsi da Elena, un'assillante spasimante che Rudi ha conosciuto nel pullman durante il ritorno a casa dalle vacanze, mentre Eva scopre che la fan che tormentava Marco non è altri che Carlotta, intenzionata a recuperare l'amicizia con la Cudicini. Infatti Carlotta vorrebbe chiedere ad Eva di farle da testimone alle sue nozze. Walter non ha invece voglia di rivedere la sua ex ed è molto freddo con lei quando la rincontra. Anche Gabriella è molto fredda e insensibile nei confronti di Fernando, che si dimostra molto galante verso di lei. Intanto Lucia è appena ritornata nella città capitolina e chiarisce il malinteso: la storia dell'amante è solo frutto della fantasia di Ezio. Nel frattempo le nozze rischiano di saltare perché la sposa è molto titubante ma Olga, la wedding planner, riesce a far andare in porto il matrimonio. Proprio durante i festeggiamenti Rudi conosce Miriam, la quale finge di essere un'imbucata ma che in realtà è lì per parlare con sua madre Olga; Rudi ignora che la ragazza è anche una sua nuova compagna di classe. Tra Giulio e Lucia sembra ritornata la felicità ma la donna raggela il marito: infatti ha intenzione di accettare la proposta lavorativa. Dopo una furiosa litigata, Lucia decide di andare a dormire in albergo. Eva e Marco, in seguito al degenerare della situazione familiare, decidono di rinviare l'annuncio del loro matrimonio.
- Altri interpreti: Veronica Puccio (Elena, spasimante di Rudi).
- Prologo. Il primo episodio è stato preceduto da un filmato introduttivo in cui, dopo il riassunto degli eventi della terza stagione, viene raccontato l'antefatto alla quarta stagione: Marco ed Eva sono partiti in tour dopo pochi mesi dalla nascita della loro bambina e, successivamente, anche Lucia ha lasciato la Garbatella per andare a lavorare in un museo a Venezia; per i successivi sei mesi Giulio e Lucia si vedono solo nei weekend, una volta scende lei a Roma e l'altra sale lui a Venezia.
- Ascolti Italia: telespettatori 6 111 000 - share 29,12%[1]

## Toro seduto
- Diretto da: Stefano Vicario
- Scritto da: Giulio Calvani, Federico Favot

### Trama
Giulio e Lucia non hanno fatto pace e la donna si è trasferita a Venezia insieme ad Alice. Giulio soffre ma non vuole farlo vedere, tanto che Cesare ed Ezio lo elogiano per il suo stoico comportamento; invece i ragazzi sono preoccupati.
Pamela vorrebbe essere la moglie perfetta, ma la sua premura la fa strafare. Cesare infatti vede stravolte molte proprie abitudini e si infuria quando la moglie propone novità anche per la bottiglieria. L'oste non vorrebbe tornare più a casa ma cambia idea dopo un colloquio chiarificatore con Gabriella, la quale gli spiega che Pamela si comporta così solo perché ha paura di perdere la felicità raggiunta dopo tanti anni di sofferenza: il Cesaroni così torna a casa e rassicura la moglie.
Walter propone al padre di riparare oltre alle auto anche le moto, vera passione per il giovane. Ezio all'inizio è un po' titubante ma poi accetta, pensando che il figlio in questo modo si leghi per sempre all'officina; cambia però idea quando scopre che in realtà l'obiettivo di Walter è di farsi notare per sfondare nel mondo delle moto. Così Ezio, per paura di perdere Walter, proibisce al figlio di riparare le motociclette. Tra i due scoppia così un grande screzio per la gestione dell'autofficina e alla fine Walter decide di andarsene di casa e di lavorare in un'altra officina.
Giulio ha continui attacchi di panico così, su consiglio di Olga, si rivolge ad Emma, sua sorella e psicoterapeuta. Neanche alla psicologa il Cesaroni riesce a confessare che la causa dei suoi mali è la separazione da Lucia. Giulio però non ha detto a nessuno di essere in terapia, così le cure suggerite dalla psicologa vengono interpretate dai ragazzi come segni di pazzia, facendoli preoccupare non poco. Giulio crolla definitivamente quando Alice ritorna a casa senza la madre: in tale occasione sfoga tutto il suo dolore per la separazione agli amici e parenti, che gli si sono raccolti tutti attorno, confessa quindi il suo vero stato d'animo e che si sta già curando presso una terapeuta. Eva e Marco decidono di trasferirsi a casa Cesaroni per assistere il padre.
- Ascolti Italia: telespettatori 4 760 000 - share 23,73%[2]

## Ragazza triste
- Diretto da: Stefano Vicario
- Scritto da: Simona Giordano

### Trama
Giulio ha continue crisi di pianto, Emma allora gli consiglia di limitare questi sfoghi ad una sola ora al giorno mentre per il resto della giornata deve sforzarsi di riappropriarsi della sua vita, iniziando ad esempio dalle sue amicizie. Ezio e Cesare sarebbero entusiasti di passare un po'  di tempo con l'amico ma le mogli li hanno incastrati per una serata a quattro, così per paura che Giulio possa sentirsi il terzo incomodo, i due fingono di avere già impegni. Il Cesaroni ci rimane male, anche perché la situazione si ripete la sera successiva quando viene letteralmente abbandonato dai suoi due amici nel bel mezzo della partita alla TV. Infatti Cesare ed Ezio sono andati a pedinare Pamela e Stefania, insospettiti dal fatto che le due donne avessero detto di andare a mangiare la pizza solo loro due insieme, e le trovano in bar mentre familiarizzano con degli sconosciuti. La mattina successiva i due uomini litigano, accusando la moglie dell'altro di aver portato la propria sulla cattiva strada. Giulio è sollevato perché pensava che fosse diventato solo un peso per gli amici, invece i due lo snobbavano solo perché preoccupati per le mogli. Allora l'oste spiega ai due che hanno equivocato: le due donne stavano semplicemente giocando, proprio come facevano un tempo Stefania e Lucia.
Alice vede un ragazzo, Picchio, al parco e se ne innamora. Walter aiuta la giovane Cudicini a rintracciarlo. Alla fine Alice si bacia con Picchio; Walter, che sembra provare qualcosa di più dell'amicizia verso Alice, rimane un po' deluso per come sono andate le cose.
Nel frattempo, dopo l'ennesima litigata, Lorenzo lascia Regina. Jolanda, che da tempo prova qualcosa per il ragazzo, ne approfitta per chiedergli di uscire; alla fine però rinuncia per tenere compagnia proprio a Regina, che sta soffrendo per la rottura. Questo gesto d'amicizia però le costa caro perché Regina e Lorenzo ritornano ad essere una coppia.
Intanto tra Rudi e Miriam c'è un fitto scambio di sguardi e sorrisi.
A Marco è stato proposto un importante contratto da una major discografica. Marco accetta nonostante i tempi per preparare i pezzi siano brevi, ma si rende conto subito dopo che gli manca l'ispirazione per scrivere le canzoni. Inizia a lavorare alla ONEUP RADIO di Franco.
Mimmo e Matilde hanno un nuovo compagno di classe, Andy, il figlio minore di Olga. Questi, appena entrato in aula, nota Matilde e vorrebbe sedersi vicino a lei. Mimmo e la cugina però glielo impediscono. Con un machiavellico stratagemma Andy riesce ad ottenere il posto vicino alla ragazzina mettendo però Mimmo in cattiva luce di fronte alla professoressa. Tra i due ragazzi quindi si crea una forte tensione, pure Matilde non approva il comportamento del nuovo arrivato ma sembra provare, anche se non vuol farlo vedere, una certa attrazione verso di lui.
- Ascolti Italia: telespettatori 5 564 000 - share 24,81%[3]

## Successo assicurato
- Diretto da: Stefano Vicario
- Scritto da: Francesca Primavera

### Trama
Ezio si trova in gravi difficoltà economiche da quando Walter non lavora più in officina. Allora il meccanico organizza una truffa assicurativa coinvolgendo il riluttante Cesare. Infatti l'oste è stato investito con l'auto da Barilon ma senza riportare particolari conseguenze; il meccanico allora convince l'amico a far finta di essere gravemente menomato per incassare i soldi dell'assicurazione. Il perito assicurativo incaricato del caso è Son Sei, il quale fiuta il losco intrigo e pretende la sua parte. Inoltre Cesare confessa la verità a Barilon, che non sospetta nulla e che è devastato dai sensi di colpa; il padovano, che si trova anche lui in gravi difficoltà economiche, non denuncia i tre e pretende di far parte anche lui del magheggio. L'affare però non va in porto perché Pamela e Stefania scoprono la verità e riescono con uno stratagemma a far loro ritirare la denuncia all'assicurazione. Ezio, per pagare i debiti, è costretto allora a mettere in vendita l'officina.
Alice, un po' perché messa sotto pressione dagli amici e un po' per ribellione contro l'autoritarismo di Giulio, decide di fare l'amore con Picchio. Poco prima però, parlando con Walter, si rende conto che Picchio non è il ragazzo giusto con cui fare per la prima volta l'amore e quindi ci rinuncia.
Marco ed Eva passano notti insonni perché la piccola Marta non fa altro che piangere. Eva è un po' nervosa e tratta male chi le consiglia su come comportarsi con la bambina.
Rudi e Miriam si frequentano più spesso ma vengono sempre interrotti nei momenti di più intimità. Miriam bacia Rudi, ma il ragazzo pensa sia stato un sogno perché è mezzo ubriaco e assonnato.
Giulio è infuriato perché tutti i ragazzi non ascoltano i suoi consigli e sembrano fare di testa propria. Grazie ad Emma che lo invita ad andare in un centro di genitori con figli realmente in difficoltà, capisce che non può intromettersi così pesantemente ma che deve stare loro vicino solo quando glielo chiedono, perché in fondo sono dei bravi ragazzi.
- Ascolti Italia: telespettatori 4 715 000 - share 31,55%[3]

- Altri interpreti: Maurizio Santilli (dottor Gabrielli)

## Occhio vigile
- Diretto da: Stefano Vicario
- Scritto da: Eleonora Babbo, Devor De Pascalis

### Trama
Germana, in seguito al fallimento del negozio di Antonio Barilon, riprende il suo vecchio lavoro da vigilessa urbana e diventa lo spauracchio di tutti gli automobilisti del quartiere. Cesare è molto arrabbiato perché, oltre alle multe prese, gli allontana pure i clienti della bottiglieria i quali hanno paura a parcheggiare lì vicino; allora l'oste vorrebbe in qualche modo far licenziare la Barilon. Ezio e Antonio invece approfittano della situazione per mettersi in società e aprire, al posto dell'officina, un garage che ottiene un gran successo. L'ormai ex meccanico è però preoccupato di perdere l'amicizia di Cesare. Alla fine tutto si risolve: ognuno potrà svolgere il proprio lavoro a patto che i clienti della bottiglieria possano parcheggiare gratis nel nuovo garage.
Giulio, grazie ad Emma, riesce ad elaborare il dolore dei ricordi di Lucia. Inoltre riesce ad affrontare serenamente e di persona la Liguori, ritornata a Roma per far firmare al Cesaroni le carte della separazione.
Marco ha ricevuto un anticipo dalla casa discografica e così parte per un viaggio con Eva. Il Cesaroni però non riesce mai a dirle che non ha ancora trovato l'ispirazione per scrivere le nuove canzoni. Addirittura l'unico pezzo che ha pronto viene accolto tra i fischi quando lo suona in una festa.
Rudi è convinto di piacere a Miriam così, poiché la ragazza è molto sfuggevole, organizza qualcosa di particolare per dichiararle il suo amore. La ragazza, anche se internamente sembra apprezzare il gesto, dimostra di essere seccata. Rudi, sconvolto da quella scenata, rimane molto confuso.
Carlotta porta l'auto a riparare nell'officina di Palmiro; qui rincontra Walter. Il ragazzo, anche se inizialmente stizzito, riallaccia un rapporto d'amicizia con la sua ex. Alice, che nel frattempo ha lasciato Picchio, credeva che Walter e Carlotta si fossero innamorati nuovamente avendoli visti insieme; è felice di sapere che Walter è in realtà ancora single.
- Ascolti Italia: telespettatori 5 258 000 - share 22,00%[4]

## Gli imboscati
- Diretto da: Stefano Vicario
- Scritto da: Giulio Calvani

### Trama
Giulio, Cesare ed Ezio ritornano in un bosco dove, nel 1983, avevano seppellito una cassa con dentro un ricordo dell'amicizia che lega i tre. Barilon è molto infastidito per essere stato escluso perché, dopo tanto tempo che frequenta i romani, non viene considerato da questi ultimi come un vero amico. Il padovano decide così di sabotare la gita organizzando un finto sequestro: infatti, liberandoli dai rapitori, spera di ingraziarsi i tre. Tale macchinazione viene però scoperta da Giulio, Cesare ed Ezio i quali, anche se inizialmente arrabbiati per le tribolazioni passate, perdonano Barilon e decidono che d'ora in poi ne avranno più considerazione.
Gabriella, che da quando Lucia è partita non ha più un rapporto idilliaco con Giulio, ha un piccolo diverbio con quest'ultimo. Inoltre sembra che pure i nipoti e gli amici siano un po' freddi nei suoi confronti. La situazione cambia quando alcuni esami medici sembrano indicare un male terribile: Marco, Eva, Stefania, Fernando, Mimmo e Matilde si stringono infatti tutti attorno a Gabriella. La donna, nonostante scopra di non essere malata, ne approfitta ma poco dopo si pente del suo comportamento e decide di andarsene. Allora Giulio, Eva e Fernando la rintracciano e la rassicurano.
Walter è stato invitato a Misano da Bottazzi, proprietario di una piccola scuderia di moto, per seguire i lavori ai box. Viene accompagnato da Alice e Rudi, che cerca di distrarsi dai pensieri su Miriam che continuano a tormentarlo. La giovane Cudicini invece spera di trovare l'occasione per dichiararsi a Walter, ma quest'ultimo è troppo concentrato sul lavoro e la ragazza pensa così di non avere speranze. Walter riesce alla fine a trovare un accordo per collaborare con Bottazzi e ora, a mente più libera, prende maggior coscienza dei suoi sentimenti verso la fanciulla.
- Guest star: Max Biaggi (sé stesso).
- Altri interpreti: Lorenzo Alessandri (Giuseppe Bottazzi), Diego Guerra (Giacomo Bottazzi, figlio di Bottazzi).
- Ascolti Italia: telespettatori 5 259 000 - share 21,76%[5]

## Due amici in affitto
- Diretto da: Stefano Vicario
- Scritto da: Salvatore de Mola, Federico Favot

### Trama
Cinzia Rastelli, padrona di casa di Emma, avverte la Di Stefano che non ha più intenzione di rinnovarle il contratto perché la ritiene poco affidabile. La psicologa, che non vuole perdere la casa-studio perché è ormai un punto di riferimento per i suoi pazienti, si inventa una relazione con Giulio pur di fornire sufficienti garanzie alla Rastelli. La goffaggine di Ezio però mette la pulce nell'orecchio alla padrona di casa e perciò la firma del contratto è più volte sul punto di saltare. Alla fine Giulio organizza un finto matrimonio con Emma con cui riesce finalmente a convincere la Rastelli a concedere il rinnovo.
Alice e Walter si cercano, ma non riescono mai a trovare un momento solo per loro. La ragazza sembra più decisa, mentre il giovane è più titubante perché Alice è più giovane di lui e perché ha paura di rovinare l'amicizia tra le famiglie Masetti e Cesaroni. Palmiro, che è stato prodigo di consigli a Walter, forza gli eventi e praticamente fissa un appuntamento tra i due ragazzi. La serata però salta perché proprio l'anziano meccanico muore. In ospedale Walter, ripensando alla parole di Palmiro, riesce a trovare il coraggio di dichiararsi ad Alice e i due si baciano.
Il programma alla radio di Marco non ha un gran successo. Eva allora ha un'idea: camuffando la voce telefona alla radio fingendosi Alessia, un'ascoltatrice un po' provocatrice, e cerca di vivacizzare il programma punzecchiando Marco e scatenando dei dibattiti. Il Cesaroni scopre la vera identità di Alessia e convince Eva a collaborare al programma, le cui sorti si sono molto sollevate grazie ai suoi interventi. Franco intuisce che Marco è in difficoltà con il disco, lo sprona a lavorarci e gli mette a disposizione uno studio in radio dove provare.
- Altri interpreti: Marzia Ubaldi (Cinzia Rastelli).
- Ascolti Italia: telespettatori 5 922 000 - share 23,82%[6]

## Pensiero stupendo
- Diretto da: Francesco Pavolini
- Scritto da: Giulio Calvani

### Trama
Giulio scommette con Ezio di essere in grado di trovarsi una ragazza ma dopo esperienze poco felici in alcuni locali è costretto ad arrendersi, pensando che il suo destino sia di rimanere solo. Ezio e Cesare, per aiutare l'amico, organizzano un incontro con Gianna, con cui Giulio poco prima aveva scambiato intensi sguardi. Tra Giulio e Gianna c'è subito intesa e così si danno appuntamento per la serata. Durante la cena Gianna confessa all'oste di essere una transessuale e che l'incontro era stato organizzato da Cesare ed Ezio. Questi ultimi due, scoperta la vera identità di Gianna, corrono a recuperare Giulio al ristorante. Il Cesaroni è infastidito dai pregiudizi dei suoi due amici verso una persona con cui comunque ha trascorso del tempo in maniera piacevole; l'oste, per dar loro una lezione, finge una relazione con Gianna mandando nel panico Cesare ed Ezio.
Carlotta è sotto pressione per i preparativi del matrimonio e chiede aiuto ad Eva. Alice trova il vestito da sposa in camera di Eva e Marco e decide di provarlo ma inavvertitamente lo strappa. Allora la ragazza chiede aiuto a Walter, ma prima prendono le misure sbagliate per la riparazione del vestito e poi se lo fanno sbranare da un cane. Alla fine Alice confessa la verità a Carlotta, la quale non solo non si arrabbia ma addirittura gioisce perché non sopportava di doversi sposare con quell'abito che le era stato imposto dalla madre.
A scuola Andy provoca Mimmo dicendogli che bacerà Matilde durante la gita a Tivoli e tra i due scoppia una zuffa. Mimmo, Andy e pure Matilde vengono richiamati dallo psicologo. Subito dopo la ramanzina Mimmo fa un pesante scherzo a Fernando, in maniera che la colpa ricada su Andy e che quindi per punizione non possa andare in gita. Vengono però sospettati tutti tre e, poiché nessuno confessa, nessuno dei tre potrà andare in gita. Matilde intuisce che il responsabile è Mimmo e che si è comportato in tale maniera perché si è invaghito di lei. Così, per non far star male il cuginetto destinato ad essere escluso dalla gita, confessa alla preside di essere lei la responsabile. A questo punto anche Mimmo e Andy si proclamano colpevoli, pur di non lasciare Matilde da sola con l'altro.
La scuola viene occupata per protestare per la mancata riparazione del tetto della palestra. Così i ragazzi organizzano un concerto dei Sonohra per raccogliere i fondi. Tra Rudi e Miriam è un turbine di gelosie: lui non si tira indietro a due ragazzine che gli fanno il filo, lei fa intendere di essere la ragazza del cantante dei Sonohra. Anche tra Jolanda e Lorenzo ci sono degli screzi; la ragazza lo rimprovera perché il giovane Barilon si ostina a continuare la sua relazione con Regina, troppo diversa da lui. A fine serata Rudi e Jolanda, ubriachi e ormai demoralizzati, si baciano; ciò per Miriam e Lorenzo è una bruciante delusione.
- Guest star: Sonohra (sé stessi).
- Altri interpreti: Cristina Bugatty (Gianna), Beatrice Belvisi (Francesca), Emanuela Di Crosta (Chiara).
- Ascolti Italia: telespettatori 6 189 000 - share 25,49%[7]

## Pulizie di primavera
- Diretto da: Francesco Pavolini
- Scritto da: Devor De Pascalis, Federico Favot

### Trama
Ezio e Barilon rilevano una piccola pompa di benzina e, sull'onda dell'entusiasmo, fanno mille progetti su come ampliare e innovare l'officina; tra questi c'è anche quello di installare un piccolo punto ristoro al suo interno ma ciò provoca qualche dissapore, poi superato, con Cesare.
Olga, da quando ha saputo che Giulio ha concluso la terapia psicologica, lo marca stretto e, con la scusa di voler organizzare un rinfresco nella bottiglieria in occasione della presentazione del nuovo libro di Emma, lo frequenta assiduamente. All'oste piace la nuova compagnia e si fa trascinare dalla vitalità della donna che lo induce a fare qualche rinnovamento nel locale; ciò manda su tutte le furie il tradizionalista Cesare tanto che quest'ultimo decide di lasciare definitivamente la bottiglieria. Alla fine i due fratelli fanno pace. Infatti Giulio si scusa con Cesare, ormai così amareggiato per la perdita dell'osteria da chiedere di andare in pensione; il minore dei fratelli ha esagerato solo perché è stato travolto dalla prorompente Olga, con cui si è fidanzato. Giulio inoltre commette una gaffe nei confronti di Emma sottolineando quanto siano diverse di carattere le due sorelle.
E' Febbraio e si avvicina San Valentino, ma Eva e Marco sono troppo carichi di lavoro per festeggiare. Lei infatti con Sofia deve, su richiesta di Giorgio, inventare un nuovo format radiofonico. Lui deve presentare un pezzo alla casa di produzione per essere inserito in una compilation. Marco però non ha ancora scritto nulla e decide così di plagiare una canzone di Luca, un suo amico musicista sconosciuto. Alla fine però rinuncia e grazie a Walter non passa dei guai per quello che ha combinato; anzi addirittura riesce a far scritturare Luca dalla major discografica.
Walter e Alice, stanchi di mantenere clandestina la loro relazione, cercano di dirlo a Marco ed Eva ma non ci riescono.
Jolanda e Rudi fingono di essersi fidanzati perché la ragazza vuole far ingelosire Lorenzo. Il piano sembra funzionare perché il giovane è sul punto di dichiararsi ma viene interrotto da Regina. Jolanda sembra perdere le speranze, così dichiara di aver rotto con Rudi in maniera tale da mettere fine anche alla farsa del finto fidanzamento. La notizia rallegra sia Lorenzo che Miriam, la quale riprende a stuzzicare un ormai disilluso Rudi.
- Altri interpreti: Salvatore Misticone (Saverio Bontempelli), Emiliano De Martino (Luca Giancotti).
- Ascolti Italia: telespettatori 4 783 000 - share 16,70%[8]

## Non darmi buca
- Diretto da: Francesco Pavolini
- Scritto da: Eleonora Babbo, Federico Favot

### Trama
Olga organizza presso il Golf Club un evento benefico a cui invita, oltre a Giulio, anche i suoi amici. Il Cesaroni però, temendo che i suoi compari si comportino da cafoni in un party così mondano, butta via i loro inviti. Cesare ed Ezio, venuti a conoscenza della festa, fotocopiano il biglietto di Giulio per potervi partecipare; infatti per i due è un'ottima occasione per accontentare Stefania e Pamela, stanche della solita routine. Durante la festa Cesare ed Ezio, anche se involontariamente, danno parecchia noia a Giulio Golia ed Enrico Lucci i quali, scoperto che i due sono degli imbucati, minacciano di denunciarli. Le due Iene in realtà vogliono solo vendicarsi dei fastidi subiti e propongono una sfida: se Giulio, Cesare ed Ezio li battono ad una gara a golf la denuncia non verrà presentata. I tre, dopo aver perso una improbabile partita, fuggono per paura con una golf car ed investono il presidente del Golf Club il quale, saputo che quei tre sono amici di Olga, minaccia di denunciare la donna e di stroncarne la carriera. Pamela viene in soccorso alla fidanzata di Giulio perché col suo telefonino aveva involontariamente ripreso il presidente mentre affermava di essersi intascato parte dei soldi devoluti in beneficenza. Con tale prova l'uomo viene pubblicamente smascherato da un servizio delle Iene e l'immagine della Di Stefano aumenta di prestigio per aver contribuito a sventare la truffa.
Marco è molto nervoso e litiga con Eva per il programma in radio, al quale la ragazza starebbe dando, su richiesta di Giorgio, un taglio più giornalistico che musicale. Marco, in un momento di rabbia, confessa alla sua compagna di non aver ancora scritto niente per il nuovo album e la colpevolizza per ciò; lei è amareggiata perché sperava che la paternità lo avesse fatto maturare. Poi fanno pace anche se i due si devono separare professionalmente; infatti Giorgio vorrebbe che fosse solo la ragazza a condurre il programma e la Cudicini, anche se inizialmente scettica, dopo la scenata di Marco crede sia la soluzione corretta.
Alice si convince che Walter sia il ragazzo giusto con cui fare l'amore per la prima volta e progetta il luogo e il momento per l'evento. Il giovane però è molto sfuggevole: ha infatti paura di rovinare la magia di quell'istante. Alice si arrabbia moltissimo dopo l'ennesimo rifiuto e vorrebbe rompere. A quel punto Walter confessa tutte le sue insicurezze e, proprio durante la litigata, si fanno travolgere dalla passione e finiscono per fare l'amore. La mattina successiva, mentre stanno tornando in auto alla Garbatella, fanno un incidente perché troppo distratti a scambiarsi effusioni. Alice viene ricoverata in ospedale ma non ha nulla di grave. Walter è costretto a confessare la sua relazione ai genitori e ai Cesaroni, giunti lì appena saputa la notizia; Giulio, Ezio e Stefania si infuriano con il ragazzo.
- Guest star: Enrico Lucci, Giulio Golia, Paolo Kessisoglu, Luca Bizzarri (sé stessi).
- Altri interpreti: Giacomo Piperno (presidente del Golf Club)
- Ascolti Italia: telespettatori 5 531 000 - share 21,22%[9]

## Pregiudizio universale
- Diretto da: Francesco Pavolini
- Scritto da: Francesca Primavera

### Trama
Pamela vuole trovarsi un lavoro ed inizia come inserviente in una gelateria ma viene subito licenziata. Cesare scopre che il vero motivo dell'allontanamento della donna è il suo passato. Così l'oste, affinché la moglie non venga anche lei a conoscenza dei pregiudizi nei suoi confronti, l'accompagna ad un colloquio presso un'agenzia interinale ma fraintende e fa una scenata di gelosia. Il Cesaroni aveva infatti inteso che il responsabile volesse proporre a Pamela di riprendere a fare l'accompagnatrice ma in realtà si trattava di un rispettabile lavoro di telefonista. Pamela accetta, di nascosto a Cesare, quel lavoro al call center ma l'uomo, vedendo lo strano comportamento della donna, pensa che abbia ripreso a prostituirsi e vorrebbe andarsene di casa insieme a Matilde. Grazie all'intervento di Gabriella la situazione si chiarisce e Cesare evita una gran figuraccia.
Giulio è ancora infuriato con Alice e Walter ed impedisce ai due di vedersi. La ragazza allora si chiude in camera e si rifiuta di parlare col padre. Un po' alla volta Giulio comprende le ragioni che hanno portato i due a nascondere la loro relazione e li perdona; d'altra parte anche lui non ha ancora detto ai ragazzi di essersi fidanzato con Olga.
Emma si trova un po' in impaccio perché Giulio continua a rivolgersi a lei per i suoi problemi familiari e perché anche Olga si rivolge a lei per come comportarsi col Cesaroni.
A scuola i ragazzi devono presentare un progetto per uno spot sulle energie rinnovabili. Lorenzo e Jolanda si trovano felicemente nello stesso gruppo. Anche Rudi e Miriam lavorano insieme. La ragazza prima è svogliata e carica tutto il lavoro sul giovane, poi però ci si mette alacremente; questo improvviso impegno insospettisce Rudi tanto da farle una scenata perché si sente nuovamente usato dalla stessa. Miriam allora confida al Cesaroni di aver riconosciuto suo padre, che non ha mai incontrato, nelle foto del materiale informativo e, poiché il premio del concorso è una visita presso la centrale elettrica dove lavora l'uomo, vorrebbe appunto presentare un progetto vincente. Inoltre la giovane confessa a Rudi tutte le sue insicurezze nell'affrontare una relazione sentimentale dovute a tutte le delusioni patite nella sua vita. Rudi, rincuorato dopo lo sfogo di Miriam, l'aiuta a vincere il concorso.
Walter ha rotto dei pezzi della moto che deve consegnare di lì a pochi giorni. L'unico sfasciacarrozze che li ha però non glieli vuole cedere. Carlotta, per aiutare Walter, accetta di andare a cena con Er Palla, l'autodemolitore, pur di avere quei ricambi. Marco, Walter, Eva e Gabriele seguono di nascosto l'appuntamento perché hanno paura che Er Palla possa aggredire Carlotta. In realtà l'uomo non ha strane intenzioni ma vuole solo che la ragazza posi come modella per un suo quadro. Walter riesce così a riparare la moto ma non potrà consegnarla a Bottazzi; infatti a causa di una disattenzione l'officina brucia insieme a tutto ciò che c'era dentro.
- Altri interpreti: Massimiliano Pazzaglia (Er Palla).
- Ascolti Italia: telespettatori 5 257 000 - share 20,26%[10]

## Cattive compagnie
- Diretto da: Francesco Pavolini
- Scritto da: Simona Giordano

### Trama
Walter è in crisi perché l'assicurazione non risarcirà i danni per l'officina bruciata e non ha il coraggio di dirlo a qualcuno. Disperato, cerca di fare soldi con le scommesse sui cavalli grazie alle dritte di Son Sei. Il ragazzo chiede un prestito a Carlotta che si arrabbia moltissimo quando scopre che quei soldi non sono per iniziare a riparare l'officina bensì per le giocate. Il giovane, riflettendo sulle parole di Carlotta, le restituisce i soldi e decide di affrontare i suoi problemi da persona responsabile. Ezio, che è ancora arrabbiato da quando Walter non ha voluto più lavorare insieme a lui, viene a conoscenza delle gravi difficoltà economiche del figlio e decide di aiutarlo, convinto anche da Stefania. I due finalmente si riappacificano. Walter però non riesce a raccontare la verità sulla sua situazione ad Alice; al contrario trova in Carlotta una grande spalla su cui appoggiarsi.
Giulio ospita a casa sua per qualche giorno Olga e i figli, dato che la loro casa si è allagata. Poiché i ragazzi non sanno della loro relazione, il Cesaroni finge che l'ospitare i di Stefano sia un gesto d'amicizia verso Emma, sorella di Olga. I giovani ben presto scoprono la verità e si rallegrano per la novità, con gran sollievo di Giulio che temeva di essere criticato per aver nascosto la sua storia con Olga. La convivenza delle due famiglie si rivela però difficile. Infatti Mimmo viene alle mani con l'odiato Andy. Le brutte abitudini di Olga invece infastidiscono Giulio ma la goccia che fa traboccare il vaso è quando la donna consiglia ad Alice come spillare dei soldi a suo padre, Sergio Cudicini. Alla fine la donna si ravvede e, come gesto di scusa, prepara una calorosa colazione. Tra le due famiglie la tensione quindi si scioglie e i di Stefano tornano a casa loro.
Eva lavora con Giorgio al suo programma e Marco aiuta Sofia ad organizzare la festa per l'anniversario della radio; entrambe le coppie sembrano molto affiatate. Marco riesce finalmente a scrivere una canzone per il suo album e la canta alla festa. Il nuovo brano è dedicato ad Eva ma la ragazza fraintende e pensa che il suo compagno l'abbia dedicato a Sofia. Tra i due innamorati scende un po' di gelo.
- Altri interpreti: Marco Tempera (Andre', coinquilino di Sofia).
- Ascolti Italia: telespettatori 5 064 000 - share 18,78%[11]

## Il sorriso di Marta
- Diretto da: Francesco Pavolini
- Scritto da: Giulio Calvani

### Trama
Marco ed Eva, oberati di lavoro tanto da non avere tempo neanche per loro due, affidano Marta a Giulio ma questi deve anche fare da accompagnatore ad Olga a cui è stata ritirata la patente. Perciò l'uomo lascia la bambina ad Ezio e Cesare che, incalzati da Son Sei, la portano ai provini per diventare il nuovo volto di una ditta di biscotti. La bambina supera le prime selezioni e deve presentarsi il giorno successivo per la scelta finale. Giulio, inizialmente contrario, accetta di unirsi agli amici pur di evitare un'altra faticosa giornata con Olga. Inoltre discute con Emma di quanto sia difficile stare con sua sorella perché è incontenibile e di non capire quali siano le reali intenzioni della donna. Marta risulta la vincitrice ma succede un dramma: per colpa di Ezio che ha scambiato i bambini la piccola viene smarrita. Nel frattempo Marco presenta il suo nuovo singolo alla casa discografica ed Eva esordisce con il nuovo programma alla radio lo stesso giorno. Marco va a festeggiare a casa di Sofia dove con gli amici della ragazza bevono un po' troppo. I due, alticci, finiscono per baciarsi e fare l'amore. Intanto anche Giorgio, dopo una corte spietata, bacia Eva che però si rifiuta. I due genitori vengono avvertiti della scomparsa della figlia e si precipitano a casa. La TV è accesa, Marco ed Eva sentono la voce di Marta nello studio del TG5 e corrono a prenderla: tornati a casa, i due si baciano dichiarandosi ancora innamorati. Carlotta aiuta Walter in officina e gli fa qualche avance. Il giovane, incerto, decide di raggiungere Alice che è partita in gita scolastica alla centrale fotovoltaica. Il tempo passato con la giovane Cudicini però non riesce a fargli togliere dalla testa Carlotta, così il ragazzo si inventa una scusa e se ne va. Walter raggiunge la sua ex e si baciano.
Rudi fatica molto a convincere Miriam a parlare con suo padre, ingegnere presso la centrale fotovoltaica, e riesce a combinare un incontro tra i due, nonostante la ragazza sia più volte sul punto di mollare. Lui non sapeva dell'esistenza della ragazza ed è felice di conoscerla, lasciandole un recapito per incontri futuri.
Durante la gita Regina conosce un ragazzo e trascura Lorenzo. Il giovane d'altronde sembra preferire passare il tempo con gli amici e soprattutto con Jolanda. Quando Lorenzo nota Regina e l'altro andare ad appartarsi, capisce che fra i due è finita. Finalmente libero, decide di dichiararsi a Jolanda che, felice, lo bacia. Regina però non ha tradito il giovane perché ancora innamorata di lui e glielo confida; a quel punto Lorenzo non ha il coraggio di dirle di lui e Jolanda.
- Guest star: Costanza Calabrese (sé stessa).
- Altri interpreti: Paolo Romano (Ing. Mercolini, padre di Miriam); Andrea Dianetti (selezionatore bambini); Lucio Patanè (Brambilla).
- Ascolti Italia: telespettatori 4 969 000 - share 18,65%[12]

## Sadomasetti
- Diretto da: Francesco Pavolini
- Scritto da: Salvatore de Mola

### Trama
Giulio è titubante sulla proposta di Olga di andare a convivere e chiede consiglio agli amici e ad Emma. Alla fine, anche se a fatica, chiede ad Olga di aspettare ancora un po'. La donna sembra prendere bene la notizia ma in realtà è arrabbiatissima, soprattutto con Emma colpevole a suo giudizio di aver malconsigliato Giulio, e sparisce dalla circolazione.
Stefania è un po' depressa perché sente di aver perso il suo ruolo nella coppia. Ezio infatti sembra aver messo giudizio nella sua vita e la donna non ha più occasione di sfogarsi con le ramanzine verso il marito. L'uomo invece cerca, con l'aiuto degli amici, di fare il brillante proprio perché vede la moglie giù di morale e le compra la casa dei suoi sogni. La donna non riesce neanche con l'inganno a far fare qualche pasticcio al marito e, poiché la vita familiare è diventata troppo tranquilla, non riesce nemmeno ad avere un'intesa sessuale con lui. La situazione cambia però quando scopre che la nuova casa, venduta ad Ezio da Son Sei, ha un contratto di nuda proprietà e che sarà disponibile solo tra molti anni. È l'occasione giusta per il rimprovero di Stefania nei confronti di Ezio e il loro rapporto torna finalmente a ravvivarsi.
Eva e Marco si prendono un po' di tempo solo per loro. Con la serenità ritrovata Eva confida a Marco di essere stata baciata da Giorgio ma di essersi subito tirata indietro. Il Cesaroni, durante quella stessa discussione, si tradisce ed Eva capisce che Marco è stato a letto con Sofia. Dopo una drammatica scenata la ragazza prende una decisione: trasferirsi insieme alla piccola Marta da sua madre a Venezia.
Nel frattempo Alice è molto preoccupata perché non ha avuto più notizie da Walter da quando è partito per lavoro. In realtà Walter è in compagnia di Carlotta. Il giovane Masetti ha preso coscienza di amare ancora la sua ex e, tornato a Roma, rompe con Alice non senza fatica. Anche Carlotta racconta la verità a suo marito Gabriele, l'unico a conoscenza della loro relazione, il quale per la rabbia molla un pugno a Walter mentre si trova con Carlotta.
Intanto Lorenzo cerca l'occasione giusta per parlare con Regina. La ragazza, quando il giovane Barilon gli racconta che ha baciato un'altra, si infuria. Lorenzo chiede a Jolanda di aspettare di dire a tutti della loro storia, per dar tempo a Regina di smaltire un po' la rabbia. Invece Regina scopre la verità, però perdona Lorenzo e continua a trattare Jolanda come una sua grande amica pur di non essere lasciata dal ragazzo che, ancora una volta, non ha il coraggio di dire la verità.
- Ascolti Italia: telespettatori 4 754 000 - share 18,38%[13]

## Sim sala sbam!
- Diretto da: Stefano Vicario
- Scritto da: Francesca Primavera

### Trama
Olga è sparita da giorni e non si sa quando ritornerà. Giulio ed Emma però rassicurano Andy e Miriam dicendo che la madre tornerà fra pochi giorni. Inoltre il Cesaroni accoglie i due figli di Olga a casa sua perché Emma deve preparare un esame universitario. Andy scopre la bugia e si sente tradito perciò cerca di rendere difficile la vita ai due, colpevoli a suo giudizio l'uno di aver fatto scappare la madre e l'altra di disinteressarsi dei nipoti. Il ragazzino scappa anche di casa ma alla fine c'è un chiarimento sia con Giulio che con Emma. Miriam ed Andy decidono di rimanere ancora per un po' a casa Cesaroni, che Emma frequenterà più spesso per stare vicino ai nipoti.
Miriam cerca di avvicinarsi a Rudi, ma il ragazzo si dimostra un po' freddo nei suoi confronti. Il giovane ha infatti paura che sia iniziato il solito gioco del gatto col topo. Invece la ragazza ha intenzione di non fuggire più ed è stavolta proprio lei a fargli una dichiarazione d'amore. Ora i due possono vivere pienamente la loro storia d'amore.
Olga, prima di sparire, stava organizzando una festa di compleanno per un bambino; per mantenere l'impegno preso se ne occupano allora Giulio, Cesare ed Ezio. Il bambino e pure il padre si rivelano dei gran prepotenti con l'esosità delle loro richieste. I tre amici, per paura di essere denunciati a causa dei soliti guai che hanno combinato, riescono miracolosamente ad organizzare la festa a cui partecipa anche il Mago Silvan.
Alice non si rassegna e cerca di recuperare con Walter che non riesce mai a dirle la verità sul suo rapporto con Carlotta. Walter inoltre viene chiamato da Bottazzi per fare uno stage di un anno in giro per l'Europa. Alice raggiunge Walter, a sua insaputa, in stazione per partire insieme a lui ma ha un'amara sorpresa: vede il giovane baciarsi con Carlotta. Alice sfoga con una scenata tutta la sua amarezza per essere stata presa in giro; Walter allora cerca di consolarla raccontandole che tutti i momenti passati con lei erano veri e che solo da poco si è accorto di non aver mai smesso di amare Carlotta.
Marco si concentra unicamente sul lavoro e in una settimana finisce di scrivere il suo disco. Parte per Venezia per farlo ascoltare ad Eva: è il suo modo per chiederle scusa. Eva però gli telefona e lo raggela: chiede di non cercarla più. Lucia, l'unica ad essersi accorta della presenza di Marco a Venezia, consola il ragazzo e chiede di pazientare con Eva. Il giovane se ne ritorna mestamente a Roma.
- Guest star: Mago Silvan (sé stesso).
- Altri interpreti: Fabio Ferrari (Alberto Rossi), Corrado Solari.
- Ascolti Italia: telespettatori 5 093 000 - share 18,07%[14]

## Germana anno zero
- Diretto da: Stefano Vicario
- Scritto da: Giulio Calvani

### Trama
Bepi, amico di Antonio Barilon ed ex fidanzato di Germana, arriva a Roma; vent'anni prima era partito da solo per l'America in cerca di fortuna ed ora vorrebbe rincontrare Germana. Antonio però non vuole farli incontrare perché da giovane ha approfittato della sua assenza per fidanzarsi con Germana e teme che il suo matrimonio, ora un po' in crisi, possa sfasciarsi definitivamente. Barilon, con l'aiuto di Giulio, Cesare ed Ezio, cerca di far desistere l'amico facendogli credere che la donna sia morta. Alla fine la verità viene a galla e Bepi vede finalmente Germana. La padovana comunque non ha dubbi perché la storia con Bepi era già finita all'epoca e da quel momento ha sempre e solo amato Antonio.
L'album di Marco viene rifiutato dai discografici e il suo contratto rescisso. È un'ulteriore forte delusione dopo l'abbandono di Eva e Marta. In piena crisi, si ubriaca e rischia di essere investito da un'auto mentre barcolla. Il padre corre a soccorrerlo e lo riaccompagna a casa.
Gabriella è gelosa di Fernando che ha un appuntamento con un'altra e lo controlla per capirne di più. La donna si presenta addirittura al suo appuntamento e gli fa una scenata, rovinandogli la serata. Fernando è stanco del comportamento di Gabriella, che dice di essergli solo amica ma che si comporta come una compagna gelosa, ed intima alla donna di non cercarlo più.
Alice è in crisi dopo la rottura con Walter ed è sempre più apatica e sofferente. Gli amici cercano di tirarle su il morale e le organizzano una festa a sorpresa. Alice, anche con l'aiuto di Emma, sembra superare il brutto momento.
Lorenzo riesce finalmente a rompere con Regina. La ragazza però, per vendicarsi, fa intendere a Jolanda di essere stata lei stessa a lasciare il giovane Barilon. Jolanda crede allora di essere solo un ripiego, si arrabbia e manda a quel paese Lorenzo.
- Altri interpreti: Roberto Citran (Bepi Fàvaro); Giuseppe Oppedisano (Italo, collega di Germana); Nino Tortorici (turista siciliano)
- Nota: questo episodio viene contrassegnato dal "pallino giallo" (bambini con adulti a fianco) dalla segnaletica per minori adottata da Mediaset.
- Ascolti Italia: telespettatori 4 150 000 - share 17,92%[15]

## Nel pallone
- Diretto da: Stefano Vicario
- Scritto da: Eleonora Babbo, Devor De Pascalis

### Trama
Il quartiere della Garbatella si appresta ad affrontare quello del San Paolo nell'annuale sfida di calcio. Ezio è così sicuro di vincere che insieme a Giulio scommette con Calori, l'allenatore avversario: chi perde deve chiudere per 6 mesi la propria attività. Le regole di quest'anno però prevedono che ogni squadra schieri in campo almeno tre donne. È l'occasione giusta per Stefania, insieme ad Emma, per dimostrare che anche le donne possono intendersi di calcio. Ezio però non è d'accordo e, trascinando anche Giulio, scatena una diatriba sessista con Stefania ed Emma; alla fine però i due uomini sono costretti a chiedere il loro aiuto e a concedere loro il ruolo d'allenatore.
Nel frattempo Miriam non ha il coraggio di dire a Rudi di essere ancora vergine e si inventa che la sua prima volta sia stata con l'allenatore della squadra di calcio femminile di cui era il capitano. Rudi allora consiglia a Stefania di prendere Miriam in squadra e con lei vengono arruolate anche Regina, Alice e Jolanda.
La probabilità di perdere la scommessa fatta da Giulio ed Ezio è altissima: le quattro ragazze sono scarse; Marco è depresso e non vuole uscire di casa; Walter si trova all'estero; Lorenzo è stato contattato per essere ingaggiato dal Frosinone e non può giocare; gli avversari hanno in squadra Marco Delvecchio e Vincent Candela, ex giocatori della Roma e appena trasferitisi a San Paolo. Allora i due amici, per avere qualche chance, mettono di nascosto una purga nel pranzo dei due ex calciatori professionisti affinché non partecipino alla partita.
Marco intanto prende la decisione di fuggire di nascosto per ricominciare una nuova vita. Mentre è al molo che aspetta la nave su cui imbarcarsi fa una chiacchierata con un bambino, il quale gli racconta quanto gli manca il padre sempre in giro per mare. Allora il giovane Cesaroni capisce quanto sia sbagliato quel che sta facendo perché priverebbe Marta ed anche Eva della sua presenza. Si ravvede e torna a casa, desideroso di iniziare nuovamente a vivere. Infatti chiede al padre di partecipare alla partita e telefona ad Eva per chiederle di incontrare Marta: la ragazza accetta e gli dice che arriverà prossimamente a Roma insieme alla piccola.
Poiché Miriam aveva millantato di essere una campionessa finge di infortunarsi pur di non giocare. Rudi però lo scopre ma fraintende perché pensa che la ragazza abbia ancora in mente il suo vecchio fidanzato e così, stanco di tutte le sue scuse, la lascia. Grazie ad Emma, Miriam riesce finalmente a trovare il coraggio di dire la verità e a demolire tutto quel muro di bugie che si era costruita attorno per paura di non essere accettata per quello che è.
Arriva il giorno della partita e il primo tempo si chiude 3-0 in favore del San Paolo. Nell'intervallo Emma carica la squadra ed arriva anche Lorenzo. Il giovane Barilon finalmente ha preso il coraggio di dire a tutti che il calcio professionistico non è il suo futuro, è solo il sogno di papà Antonio e di Regina ma non il suo. Grazie all'ingresso in campo di Lorenzo la Garbatella vince per 4-3 e così Giulio ed Ezio non sono costretti a chiudere i loro negozi. Lorenzo riesce a parlare con Jolanda, che era ancora arrabbiata con lui, e le racconta come lei fosse stata l'unica a spronarlo nel prendere in mano la sua vita e i due ragazzi si baciano; Regina vede amaramente quella scena. Intanto anche Miriam racconta tutta la verità a Rudi che è felice di quella rivelazione e, appena tornati a casa, fanno l'amore nel capanno degli attrezzi. In quel mentre Emma informa Giulio che i due ragazzi si sono innamorati.
Cesare invece non ha partecipato attivamente all'organizzazione della partita perché è preoccupato per Matilde. Infatti la ragazzina si sente soffocare dal patrigno e preferisce passare il tempo con Mimmo e soprattutto con Andy. Tutti gli sforzi di Cesare per accattivarsi la figlia risultano vani e così si arriva quasi alla lite tra i due. Matilde, dopo aver parlato con la madre, si rende conto che Cesare pensa di non essere più importante e così, con l'aiuto di Pamela, organizza una piccola messinscena per dar fiducia al patrigno.
- Guest star: Vincent Candela, Marco Delvecchio (sé stessi).
- Altri interpreti: Gianni Franco (Primo Calori).
- Ascolti Italia: telespettatori 4 808 000 - share 21,62%[16]

## Rei per una notte
- Diretto da: Stefano Vicario
- Scritto da: Simona Giordano

### Trama
Emma è a cena a casa Cesaroni e, chiacchierando con Giulio e i suoi amici, racconta di un episodio di stalking che ha subito in passato. Dopo averla riaccompagnata a casa, Ezio e Cesare vedono un uomo aggirarsi sotto casa della Di Stefano e pensano si tratti dello stalker di cui Emma parlava. La sera successiva i due lo aggrediscono intimandogli di lasciar perdere Emma, senza sapere che si tratta del suo ex fidanzato Flavio e con cui la donna aveva appuntamento. La psicologa, sconsolata e affamata per la mancata serata, si sfoga con Giulio. L'oste, una volta saputo che dietro tutta la faccenda c'è lo zampino di Cesare ed Ezio, manda i due amici a scusarsi da Flavio ed aiuta Emma a preparare una cena per lei e il suo ex. Ezio e Cesare vanno all'albergo dove alloggia l'uomo e, pensando che l'uomo abbia già una compagna e che quindi voglia prendere solo in giro Emma, lo rapiscono. Come al solito i due hanno preso fischi per fiaschi e ancora una volta Giulio è costretto a rimediare agli errori dei due amici pasticcioni, riuscendo a far andare un malconcio Flavio all'appuntamento con Emma. Durante la cena, Emma capisce il motivo per cui si erano lasciati: sono troppo diversi e ai due non resta che dirsi addio definitivamente. Invece la psicologa sembra aver apprezzato il tempo passato con Giulio e viceversa.
Budino è stato invitato ad un flash mob dove incontrerà di persona Albikocca, una ragazza conosciuta su Internet, e perciò i suoi amici lo aiutano nel preparare una coreografia da ballare. Ciò fa saltare i piani per il pomeriggio a Miriam che voleva far conoscere i suoi amici a Rudi. Viene chiesto, nonostante si fosse comportata male precedentemente, anche a Regina di partecipare. La ragazza però è desiderosa di vendicarsi e cerca di spargere zizzania. Infatti prova ancora a intralciare Lorenzo e Jolanda e poi anche a mandare a monte la storia tra Rudi e Miriam, facendo notare a quest'ultima quanto sia stretto il rapporto tra Rudi e Alice. Alla fine il giovane Cesaroni fa pace con la fidanzata e anche Lorenzo chiarisce con Jolanda che Regina è un capitolo definitivamente chiuso. Budino, nonostante si sia trovato da solo al flash mob, riesce a conquistare Albikocca con i passi di danza che ha imparato.
Eva torna a Roma per dar modo a Marco di trascorrere del tempo con sua figlia Marta. Marco scopre amaramente che Eva si è licenziata dal suo lavoro in radio e che non ha intenzione di rimanere ma di trasferirsi definitivamente a Milano. Il giovane le dice allora che rispetta le sue scelte e che sarà sempre a loro disposizione. La ragazza però nei due giorni passati a casa Cesaroni ha visto il legame profondo di Marco verso di lei e la piccola Marta ed ha riflettuto sulle parole di Sofia, che le ha raccontato di essere stata solo un errore per Marco. Eva, ora che deve partire, è però molto incerta.
- Altri interpreti: Francesco Castaldi (Flavio Borghi), Ludovica Bizzaglia (Albikocca).
- Ascolti Italia: telespettatori 5 303 000 - share 21,76%[17]

## Manzo argentino
- Diretto da: Stefano Vicario
- Scritto da: Federico Favot, Francesca Primavera

### Trama
Stefania ed Ezio litigano perché quest'ultimo non vuole ospitare due studenti argentini anche se alla fine la donna, come al solito, riesce ad imporsi. La preside però si ricrede subito quando vede David, uno dei due ragazzi, di cui rimane così affascinata da chiedere aiuto ad Emma per salvarla dalla tentazione. Intanto Ezio è stanco di non essere mai preso sul serio dagli amici e vuole farli ricredere grazie a Bianca Mancini, una famosa attrice che si è trovata in panne nei pressi della bottiglieria e che Ezio ha aiutato. La donna infatti, dopo che alcuni suggerimenti dell'ex meccanico si sono rivelati azzeccati, ha totale fiducia in lui e gli ha chiesto di farle da manager. I fratelli Cesaroni però credono che la donna abbia un debole per l'amico e lo avvertono; lui è inizialmente scettico ma dopo che una mattina si risveglia mezzo nudo nel letto della donna pensa di aver tradito la moglie e corre a confessarle l'accaduto. Stefania è sconvolta e Pedro, l'altro argentino, che si è preso una cotta proprio per lei, approfitta della sua fragilità per andarci a letto. Proprio in quel mentre torna a casa Ezio insieme a Bianca per risolvere lo spiacevole equivoco ma vedendoli per terra mezzi nudi sviene. Il Masetti era felice di aver scoperto che con l'attrice non aveva combinato nulla, era infatti troppo ubriaco per ricordarsi cosa aveva fatto quella notte, ed è corso dalla moglie per dirglielo; udite quelle cose, Stefania sprofonda ancor di più nella vergogna.
Nel frattempo Giulio è preoccupato perché da giorni non sente Emma, così va a trovarla ed è felice di sapere che la storia con Flavio è un capitolo definitivamente chiuso. La donna è innamorata dell'oste ma un po' per timidezza un po' per paura di compromettere il suo lavoro non riesce mai a fare il passo decisivo. Parlando con Stefania riesce a superare le sue insicurezze e trova il coraggio di chiedere un appuntamento a Giulio, che è ben felice di accettare. La serata però salta perché a casa di Emma si presenta Olga, appena ritornata dopo un'assenza di ben due mesi.
Intanto a scuola si organizza una recita di Romeo e Giulietta con l'aiuto anche degli argentini. Miriam, gelosa del rapporto che lega Rudi e Alice, cerca di spingere la Cudicini tra le braccia di David a cui però, nonostante sia un bel ragazzo, Alice non bada. Nella scena del bacio tra Romeo e Giulietta, interpretati rispettivamente da Rudi ed Alice, la giovane Cudicini prende consapevolezza completa dell'amore che prova per il fratellastro. Ciò risulta evidente anche per Miriam che per la rabbia ha una strana reazione: raggiunge David dietro le quinte e lo bacia.
Marco decide di lasciar perdere definitivamente la musica e vuole lavorare in bottigliera. Il giovane è contattato telefonicamente da una casa discografica che ha ricevuto il suo nuovo disco e crede sia stato Franco ad inviarlo, mentre invece si tratta di Eva a cui Marco aveva mandato il disco; la ragazza vuole infatti spronarlo a continuare con la musica. Marco pubblica il suo album gratis in internet e si accorge che è molto scaricato, segno che è ancora apprezzato dai suoi fan. Tra Eva e Marco sta rinascendo un certo feeling e la ragazza propone a Marco di passare le vacanze estive tutti insieme a Roma. Sergio però, che mal sopporta i Cesaroni e che vorrebbe che Eva troncasse ogni rapporto con loro, comunica alla figlia di averle trovato un lavoro come redattrice a Parigi e che ha un giorno di tempo per pensarci.
- Altri interpreti: Susanna Smit (Bianca Mancini), David Sef (David), Andrea Calcabrini (Pedro).
- Nota: nell'episodio i ragazzi sono impegnati a preparare una recita. L'11 dicembre, a ridosso quindi della trasmissione dell'episodio, si è svolta la prima de Gli imprevedibili ragazzi de i Cesaroni, un musical che vede come protagonisti molti dei giovani attori della fiction.
- Ascolti Italia: telespettatori 4 963 000 - share 21,96%[18]

## Traguardi
- Diretto da: Stefano Vicario
- Scritto da: Simona Giordano

### Trama
L'estate è arrivata. Ezio è disperato e vorrebbe andarsene in vacanza per conto suo per riordinare le idee. I fratelli Cesaroni incoraggiano l'amico a ritentare con la moglie, che è sinceramente pentita. Così Ezio esce a cena con Stefania, ma ha continue visioni di Pedro che fa dei commenti maliziosi sulla donna e ciò lo manda in bestia. Stefania allora per far rinsavire il marito gli propone di andare a letto con un'altra donna, in modo da pareggiare i conti tra loro due; sotto sotto però spera che Ezio non lo faccia. Ezio effettivamente rinuncia al suo bonus e, mentre sta per partire per la sua vacanza solitaria, incontra Pedro in carne ed ossa. Dopo essere stato quasi investito e menato da Ezio, Pedro gli confessa quanto sia stata disastrosa quell'esperienza con Stefania perché la donna aveva sempre in mente il marito. Il Masetti ora ha la prova che la moglie lo ama veramente e decide di perdonarla. La pace avviene alla loro maniera, ovvero scambiandosi potenti ceffoni a causa dei patimenti subiti.
David, dopo il bacio a Miriam, vorrebbe intraprendere una relazione con lei, ma la ragazza gli dice che è stato solo uno sbaglio e gli intima di lasciarla in pace. L'argentino però non è intenzionato a mollare e la minaccia di raccontare tutto a Rudi. Miriam allora organizza in fretta e furia un interrail pur di partire con Rudi prima che scopra la verità. In stazione vengono però raggiunti dal sudamericano che spiffera tutto. Rudi, schifato dal comportamento della ragazza, rompe con lei. Il giovane raggiunge Alice alla maratona, a cui aveva rinunciato per partire in vacanza con Miriam; la sorella è felicissima di rivederlo, infatti aveva appena confidato a Jolanda di essersi innamorata del fratellastro e pensava di averlo perso, ed invece se lo ritrova lì con lei.
Eva e Marco sono felici perché lei scenderà da Milano alla Garbatella di lì a pochi giorni. Marco cerca casa perché spera di iniziare una nuova vita con Eva. Le cose però precipitano quando il giovane scopre che la ragazza forse si trasferirà a Parigi e ciò scatena un alterco telefonico tra i due. Marco, anche a causa di Sergio che gli ha fatto credere che la figlia abbia un altro, decide nuovamente di imbarcarsi per poterla dimenticare mentre Eva, inizialmente incerta se andare in Francia o meno, ora è decisa, anche se a malincuore, a trasferirsi a Parigi. Il destino vuole che il treno di Marco, che sta andando al porto di Genova, e quello di Eva, che sta andando in Umbria per una piccola vacanza, si incrocino e si fermino nella stessa stazione a causa di un guasto. I due ragazzi, scesi dai treni, si incontrano. Ora, vedendosi faccia a faccia, riescono a parlarsi sinceramente e finalmente a riappacificarsi.
Giulio è arrabbiatissimo con Olga per essere sparita senza dar notizie per due mesi, ma comunque vuole darle una possibilità per farle recuperare un rapporto almeno con i figli. Durante la cena a casa Cesaroni Olga nota quanto Miriam ed Andy siano cambiati in meglio e quanto il rapporto tra Giulio, Emma e tutti i ragazzi sia quello di una famiglia unita. Un po' alla volta la donna riesce a riconquistare i figli che, alla fine, decidono di ritornare ad abitare dalla madre. Giulio invece è molto incerto. Infatti Olga, nonostante tutto quello che ha combinato, sembra essere cambiata e dice di essere ancora innamorata dell'oste. D'altra parte a Giulio piace anche Emma che però non gli ha mai dimostrato nulla al di là dell'amicizia. Il Cesaroni decide così di tornare insieme ad Olga ma poco dopo che i due si sono baciati arriva anche Emma, che ha finalmente trovato il coraggio di dire a Giulio di essersi innamorata di lui, e lo bacia anche lei. Ciò provoca una rissa fra le due sorelle Di Stefano e Giulio è costretto a cacciare entrambe. Dopo una notte di pensieri finalmente l'oste ha preso la sua decisione e convoca le due donne. Mentre i tre stanno per entrare in casa Cesaroni, da un taxi scende Lucia, appena ritornata alla Garbatella. Le due sorelle Di Stefano restano attonite mentre a Giulio non resta che sorridere dato che ora la sua vita sentimentale viene nuovamente sconvolta.
- Altri interpreti: David Sef (David), Andrea Calcabrini (Pedro).
- Nota: in questo episodio c'è un omaggio (non l'unico nell'intera stagione) ad Alberto Sordi. La scena del litigio sulla spiaggia fra Ezio (Max Tortora, nella cui carriera proprio l'imitazione di Sordi è una di quelle più riuscite) e Stefania è simile a quella, sempre per motivi di adulterio, fra Giovanni (Alberto Sordi) e Raffaella (Monica Vitti) in Amore mio aiutami.
- Nota: l'episodio ha una durata di 90 minuti.
- Ascolti Italia: telespettatori 5 372 000 - share 24,17%[19]